# Campus Concepción
El Campus Concepción es uno de los tres campus universitarios dependientes de la Universidad del Bío-Bío, junto con el Campus Fernando May y el Campus La Castilla. Está ubicado en el sector de Collao de la ciudad de Concepción y en el recinto se albergan la Administración Central de la universidad, Facultad de Ingeniería, Facultad de Arquitectura, Facultad de Ciencias Empresariales, Biblioteca Hilario Hernández, Centro de Biometales y Nanotecnología, escuelas de carreras y laboratorios.